# Mechanosynthese
Mechanosynthese ist eine hypothetische Form der chemischen Synthese, die im Gegensatz zur Chemosynthese, bei der Moleküle in Flüssigkeiten oder Gasen willkürlich miteinander reagieren, gezielt eingesetzt werden könnte, um Moleküle mechanisch zu versetzen. Bis heute wurde ein solches System der chemischen Synthese nicht entwickelt. Allerdings wurden einzelne Atome bereits durch Rastersondenmikroskope verschoben.
Eric Drexler, ein Pionier auf dem Gebiet der molekularen Nanotechnologie wies darauf hin, dass die Mechanosynthese essenziell für die molekulare Produktion von atomar präzisen nanoskaligen diamantartigen Bauteilen (sehr verschieden von heutigen Nanoteilchen) in dem von ihm vorgestellten Fernziel der Nanofabriken sein wird.

## Diamant-Mechanosynthese
Die Nanofactory Collaboration, gegründet von Robert Freitas und Ralph Merkle im Jahr 2000 hat sich auf eine besondere Art der Mechanosynthese, die Diamant-Mechanosynthese, spezialisiert. Hierdurch soll es in Zukunft möglich werden, vorerst speziell Kohlenstoff und Wasserstoff, jedoch später auch Elemente wie Bor, Stickstoff, Sauerstoff, Fluor, Aluminium, Silicium, Phosphor, Schwefel, Chlor, Germanium oder Zinn mechanisch zu platzieren sowie daraus schnell und kostengünstig qualitativ hochwertige makroskopische Objekte zu generieren. Die von der Collaboration vorgeschlagenen Vorgänge zur Herstellung von auf Diamantoiden beruhenden Stoffen, sind die Wasserstoffentnahme (Hydrogen Abstraction), die Kohlenstoffplatzierung (Carbon Placement) und die darauf folgende Wasserstoffzugabe (Hydrogen Donation). Vorerst wird in diesem Prozess eine mit Wasserstoff bedeckte Kohlenstoffoberfläche betrachtet. Bei der Wasserstoffentnahme werden durch ein Werkzeug mit hoher Affinität zur Bindung von Wasserstoff, wie beispielsweise Acetylenradikale, einige Wasserstoffatome auf der Kohlenstoffoberfläche entnommen, sodass der reaktive Kohlenstoff zur Mechanosynthese genutzt werden kann. Der Kohlenstoff kann nun während der Kohlenstoffplatzierung durch eine bestimmte Werkzeugspitze (z. B. DCB6Ge) präzise versetzt und platziert werden. In einem Artikel aus 2006 berichten Freitas, Merkle und ihre Kollegen, dass ein Kohlenstoff Dimer in Molekulardynamik-Simulationen auf einer C(110) Diamantfläche bei bis zu 300 Kelvin erfolgreich platziert werden kann, sofern eine Germanium-Werkzeugspitze verwendet wird. Die DCB6-Dimer-Platzierungswerkzeuge wurden in über 150.000 Stunden Berechnungen sehr genau erforscht. In der Wasserstoffzugabe werden die Diamantoiden wieder mit Wasserstoffatomen bedeckt, wodurch sie reaktionsträger und schließlich fertiggestellt werden können. Diese Vorgänge müssen, bedingt durch die hohe Reaktivität einiger beteiligter Stoffe, in einem Vakuum bzw. in einer Edelgasatmosphäre stattfinden.